# Steve Hackett
Stephen Richard (Steve) Hackett (Pimlico, Londen, 12 februari 1950) is een Brits gitarist en (later ook) zanger.

## Jeugd
Hackett is zoon van Peter en June Hackett. Zijn broer John Hackett ging ook de popmuziek in. Ze zouden regelmatig samen op het podium staan. Steve ging naar een lagere school in Chelsea. Hij begon op allerlei muziekinstrumenten te oefenen, waaronder de mondharmonica (die hij later ook bleef bespelen) en blokfluit. Pas op zijn twaalfde begon hij met gitaarspelen. Met discipline in oefenen bracht hij zichzelf het gitaarspel bij. Hij liet zich daarbij beïnvloeden door Danny Kirwan en Peter Green (Fleetwood Mac), diverse gitaristen uit John Mayall & the Bluesbreakers, Jimi Hendrix, The Beatles en King Crimson.
Na flink oefenen volgden drie bandjes (Canterbury Glass, Heel Pier en Sarabande), waarin ook al de progressieve rock opdook, ook al heette het toen nog symfonische rock. In 1970 trad hij toe bij Quiet World waar zijn broer al deel van uitmaakte. Hackett zou geen nummers schrijven; hij speelde alleen wat hem opgedragen werd; zijn belangstelling ging veel meer uit naar de mogelijkheden van zijn spel in een geluidsstudio. Quiet World zou slechts één album opnemen: The road, dat in 1970 werd uitgebracht door Dawn Records.

## Genesis
Na Quiet World ging Hackett op zoek naar een nieuwe band; hij plaatste een advertentie in Melody Maker. Peter Gabriel, dan zanger van Genesis reageerde daarop aangezien gitarist Anthony Phillips de band juist had verlaten wegens podiumangst. Hackett moest auditie doen voor Peter Gabriel, Tony Banks, Mike Rutherford en Phil Collins en werd aangenomen. Vanaf december 1970 was hij vast lid. Hackett werkte voornamelijk op de achtergrond naast de extraverte Gabriel. Zijn markante bril en zittende houding (hangend over zijn gitaar) vielen destijds op. Het eerste album waar hij op meespeelde was Nursery Cryme, dat in november 1971 verscheen. Hij bepaalde daarop mede de klank van de groep als geheel. Hij was ook degene die Banks wees op de mellotron. Op het album is een vroege variant van tapping te horen in The fountain of Salmacis. Hackett introduceerde ook de klassieke gitaar binnen Genesis. Deze is te horen op het nummer Horizons van het album Foxtrot (1972).
Het album uit 1973 Selling England by the Pound liet opnieuw tapping horen, maar ook sweep picking (Dancing with the moonlit knight). Een van de bekendste gitaarsolo’s binnen het werk van Hackett, Genesis en de progressieve rock is Hacketts gitaarwerk in Firth of Fifth. Op The Lamb Lies Down on Broadway (1974) werd zijn rol bescheidener; hij kreeg onvoldoende grip op de voorstellen van Gabriel voor dit album. Bovendien had hij problemen in verband met zijn (eerste) echtscheiding. Een extra factor die invloed had, was dat hij zijn hand had verwond bij het breken van een wijnglas, waarbij een zenuw en een pees geraakt werden. De tournee behorend bij dat album moest deels uitgesteld en deels geannuleerd worden. Na de toer meldde Gabriel dat hij de band zou verlaten.
In diezelfde periode volgde Hackett eerste elpee onder eigen naam: Voyage of the acolyte (1975). Hij speelde het album grotendeels vol met zijn Genesis-collega's Rutherford en Collins, en gaf toe de volledige vrijheid als solist te appreciëren. Hacketts invloed in de viermansband Genesis nam toe bij het album A Trick of the Tail uit 1976. Nog onder de invloed van zijn soloalbum schreef hij maar weinig mee aan de muziek van dat album, maar Dance on a volcano, Entangled en Los endos dragen zijn signatuur met hevig gitaarwerk. Hackett raakte gefrustreerd bij de opnamen van Wind and Wuthering (1976).
Zijn muziek werd weggestemd door de andere leden. Een deel van zijn inbreng (het latere Please don't touch) werd bij het album zelfs vervangen door Wot Gorilla? Een andere track Inside and out verdween van de tracklist; het zou pas later verschijnen op de ep Spot the Pigeon. Hoping love will last van Hacketts hand verdween eveneens, omdat Hackett een zangeres wilde voor dit lied, maar de overige leden zagen daar niets in. Het nummer zou later verschijnen op Hacketts album Please don't touch (1978) met zangeres Randy Crawford. Hackett bleef wel lid en ging mee op tournee, waarbij opnamen werd gemaakt voor het album Seconds Out. Tijdens de mix van het album gaf Hackett aan te vertrekken. Het werd op 8 oktober 1977 wereldkundig gemaakt.

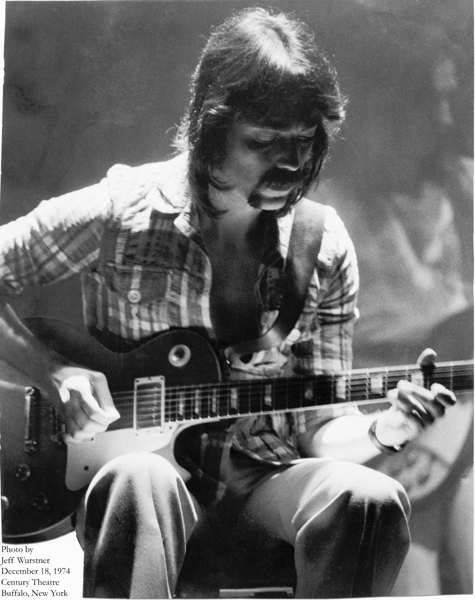
Bescheiden Hackett in klassieke speelhouding (1974)
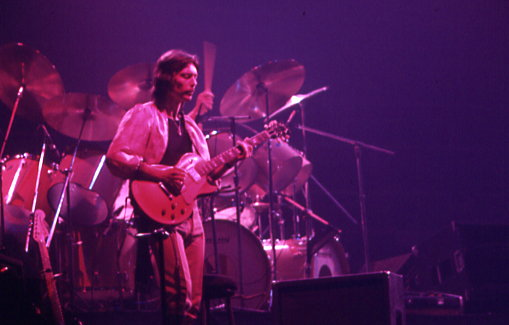
Zelfbewuste Hackett staand (1977)

## Na Genesis

### Jaren zeventig
Zijn eerste studioalbum uit zijn soloperiode was het eerder genoemde Please don't touch uit 1978. Dit album en de volgende twee - Spectral mornings (1979) en Defector (1980) - waren nog grotendeels in de stijl van Genesis, maar Hackett zong opvallend vaker, al was dat niet tot iedereens genoegen. Voor de "grote" zangpartijen nam hij altijd vaste zangers mee. Bij de opnamen van het album Please don’t touch schakelde hij gastzangers in. Een van de begeleidende drummers daarbij was Ian Mosley die later furore zou maken bij Marillion, de band die werd gezien als dé opvolger van Genesis. Spectral mornings werd door de niche progressieve rock vaak als vergelijkingsmateriaal gebruikt als Hackett een nieuw album uitgaf.

### Jaren tachtig
De jaren tachtig liet vervolgens albums zien in wisselende stijl. Na Cured (met progressieve rock) uit 1981 volgden Bay of kings (1983) en Momentum (1988). Die albums vielen op door een klassiekere richting in het gitaarspel. Highly strung uit 1983 liet weer rock horen, terwijl Till we have faces meer de stijl wereldmuziek met onder andere Braziliaanse percussie. In 1986 richtte hij samen met Yesgitarist Steve Howe de groep GTR op, die door financiële - en managementproblemen slechts een studioalbum afleverde, maar wel met When the heart rules the mind een hit in de VS scoorde. Hackett zou in de loop der jaren ook met andere Yes-musici samenwerken. In hetzelfde jaar speelde hij mee op het album Strange land van Box of Frogs. In 1989 was hij een van de organisatoren van Rock Against Repratriation, door met andere rockvedetten de hit Sailing van Rod Stewart uit te voeren.

### Jaren negentig
Het volgende decennium liet een herhaling van zetten zien. Er verschenen albums met (progressieve) rock, blues (Blues with a feeling) en klassieke muziek (A midsummer night's dream). In 1996 bracht hij zijn eerste album uit, waarin hij teruggreep op zijn tijd in Genesis. Genesis revisited uit 1996 betekende het begin van een langlopende periode van steeds terugkijken naar die periode afgewisseld met nieuw werk. Er volgden zelfs een aantal optredens in Japan, waarbij die nummers werden uitgevoerd, vastgelegd op The Tokyo tapes. Uit die tijd stamt ook zijn muzikale vriendschap met Roger King, die hem veelvuldig zou begeleiden op zowel plaat- als concertwerk.

### Jaren nul
In de beginjaren van de 21e eeuw begon een kortlopende serie aan uitgaven van livealbums (Live archives). Maar ook dan liet de progressieve rock en klassieke muziek hem niet los. Dat laatste kon teruggevonden worden in het album Sketches of Satie met muziek van Erik Satie, gespeeld met onder andere broer John. Het album Out of the tunnel's mouth liet Anthony Phillips (Hacketts voorganger in Genesis) en Chris Squire (basgitarist bij Yes) horen. Hackett publiceerde toen ook muziek die oorspronkelijk bedoeld was voor het nooit uitgekomen tweede album van GTR. In 2005 verscheen de eerste biografie over Hackett, schrijver was de Italiaanse journalist Mario Giammetti (Steve Hackett – the defector, Edizioni Segno). Vier jaar later verscheen Sketches of Hackett van Alan Hewitt, een tweede biografie, vergezeld door een interview op dvd. Een droeve periode brak aan met zijn vechtscheiding van Kim Poor.

### Jaren tien

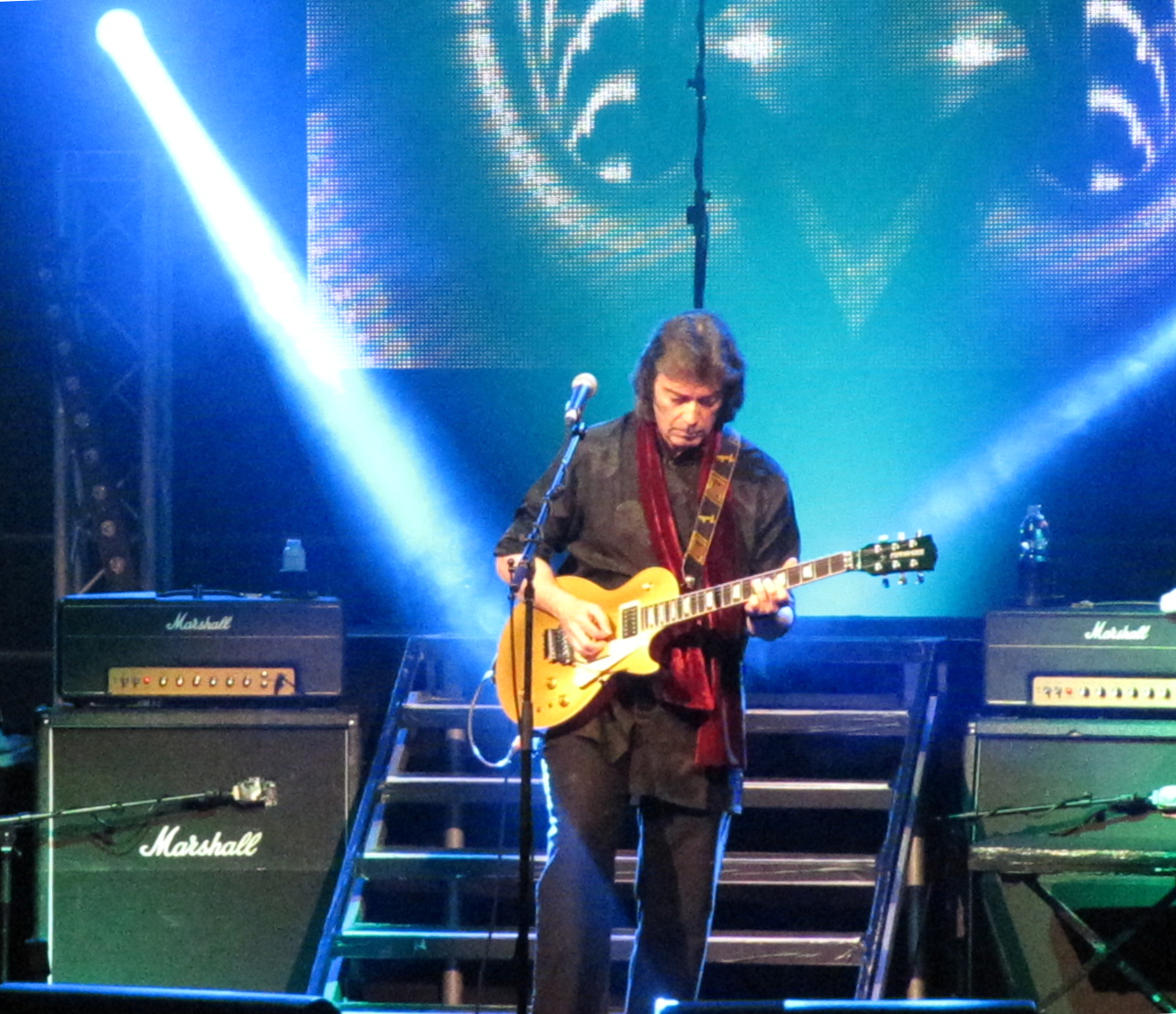
Hackett (2013)

Op 15 maart 2010 werd Genesis opgenomen in de Rock and Roll Hall of Fame. Banks, Collins, Hackett en Rutherford kwamen opdagen (Gabriel niet), maar speelden niet samen. Hackett zei destijds open te staan voor een eventuele kortstondige reünie. In 2007 was het bijna zover, maar Gabriel hield zijn twijfels en Hackett haakte vervolgens ook af en gaf de eer aan Genesis in triovorm (Banks, Collins en Rutherford). In 2011 trouwde Hackett met nieuwe liefde Jo Lehmann, die net als haar zuster Amanda Lehmann daarna regelmatig zou bijdragen aan albums en concerten. Ondertussen bleven regelmatig albums van Hackett verschijnen, waarbij ook gerekend mag worden het enige album van Squackett, opnieuw een samenwerking met Chris Squire, en vanaf 2012 de albumreeks The Rome Pro(g)ject. In 2015 volgde een documentaire The man, the music van Wienerworld, waarvan de dvd-versie goed verkocht in Engeland. De documentaire werd gevolgd door een verzamelbox met veertien discs met zijn eerste zes studioalbums en liveopnamen, onderhanden genomen door Steven Wilson. In oktober 2017 kreeg hij de Chris Squire Virtuoso Award overhandigd. Hij gaf in die periode ook een aantal concerten, waarbij de Genesisalbums A Trick of the Tail en Wind & Wuthering opnieuw werden uitgevoerd.
In 2018 werkte Hackett mee aan het album Harmony for elephants ten faveure van Elephants for Africa. Meewerkende musici waren verder Nad Sylvan (zang), Anthony Phillips, Roger King (toetsinstrumenten), Tony Patterson (zang), Rob Townsend (blaasinstrumenten), Nick Magnus (toetsen), Andy Tillison (toetsen), Anna Madsen (zang), Dale Newman (zang), Brendan Eyre (toetsen), Amanda Lehmann en Andy Neve (toetsen). Het album verscheen bij Esoteric Antenna.

### Jaren twintig
Hij ondersteunde diezelfde Amanda Lehmann bij het uitbrengen van haar eerste album: Innocence and illusion. Op 23 juli 2022 speelde Steve de volledige versie van Genesis Seconds Out tijdens de Genesis Revisited 2022 Tour op het Night of the Progfestival in het Loreley openlucht amphitheater.

## Discografie

### Soloalbums
- 1975 - Voyage of the acolyte
- 1978 - Please Don't Touch
- 1979 - Spectral mornings
- 1980 - Defector
  - Deze 4 albums zijn in 2005 opnieuw uitgebracht met extra nummers
- 1981 - Cured
- 1982 - Highly strung
  - Deze 2 albums zijn in 2006 opnieuw uitgebracht met extra nummers
- 1983 - Bay of Kings
- 1985 - Till we have faces
- 1988 - Momentum
- 1991 - Time-lapse
  - Livealbum met opnames uit 1981 & 1990
- 1991 - Guitar noir
- 1992 - The unauthorized biography
  - Compilatiealbum
- 1994 - Blues with a feeling
- 1995 - There are many sides to the night
- 1996 - Genesis revisited
- 1996 - A midsummer night's dream
- 1997 - The Tokyo tapes
  - Ook als dvd uitgebracht onder de titel Steve Hackett & Friends / Live in Japan
- 1999 - Darktown
- 2000 - Feedback 86
- 2001 - Sketches of Satie
- 2001 - Live Archive 70,80,90's
  - Oorspronkelijk verschenen als box met 4 cd's, later is een 5e cd apart verschenen
- 2001 - Steve Hackett live
- 2001 - Genesis files
- 2002 - Somewhere in South America ...
  - Box met dvd en 2 cd's
- 2002 - Hungarian horizons
  - Box met dvd en 2 cd's
- 2003 - To watch the storms
- 2003 - Live Archive NEARfest
- 2003 - Horizons
- 2003 - Guitare classique
- 2004 - Live Archive 03
- 2004 - Live Archive 04
- 2005 - Metamorpheus
- 2005 - Live archive 05
- 2006 - Live Archive 83
- 2006 - Wild orchids
- 2008 - Tribute
- 2009 - Out of the tunnel's mouth
- 2011 - Live rails
- 2011 - Beyond the shrouded horizon
- 2012 - Genesis revisited II
- 2013 - Genesis Revisited: Live at Hammersmith
- 2014 - Genesis Revisited: Live at the Royal Albert Hall
- 2015 - Wolflight
- 2016 - The Total Experience Live in Liverpool
- 2017 - The night siren
- 2018 - Wuthering nights: Live in Birmingham
- 2019 - At the edge of light
- 2019 - Live at the Royal Festival Hall
- 2020 - Selling England by the pound & Spectral mornings
- 2021 - Under a mediterranean sky
- 2021 - Surrender of silence
- 2022 - Seconds out and more
- 2023 - Foxtrot at fifty
- 2024 - The circus and the nightwhale

### Met Genesis
- 1971 - Nursery Cryme
- 1972 - Foxtrot
- 1973 - Genesis Live
- 1973 - Selling England by the Pound
- 1974 - The Lamb Lies Down on Broadway
- 1976 - A Trick of the Tail
- 1977 - Wind & Wuthering
- 1977 - Spot the Pigeon ep
- 1977 - Seconds Out
- 1982 - Three Sides Live (op "It/Watcher of the skies")
- 1998 - Genesis archive 1967-75
- 1999 - Turn it on Again: The Hits (op "I know what I like (in your wardrobe)" en "The Carpet Crawlers 1999")
- 2000 - Genesis Archive 2: 1976-1992 (op "It's Yourself", "Pigeons" en "Inside And Out")
- 2004 - Platinum Collection

### Met Djabe
- 2007 - Sipi Benefit Concert
- 2011 - In the footsteps of Attila and Genghis
- 2013 - Summer storms and rocking rivers
- 2014 - Live in blue
- 2017 - Life is a journey
- 2018 - It is never the same twice
- 2019 - Back to Sardinia
- 2021 - The journey continues
- 2023 - Live in Györ (voor Hongaarse markt)

### Dvd's
| Dvd's met hitnoteringen in de Nederlandse Music Top 30 | Datum van verschijnen | Datum van binnenkomst | Hoogste positie | Aantal weken | Opmerkingen |
| ------------------------------------------------------ | --------------------- | --------------------- | --------------- | ------------ | ----------- |
| Genesis revisited: Live at the Royal Albert Hall       | 2014                  | 05-07-2014            | 15              | 5            |             |
| The total experience live in Liverpool                 | 2016                  | 02-07-2016            | 6               | 4            |             |
| Wuthering nights: Live in Birmingham                   | 2018                  | 03-02-2018            | 2               | 6            |             |

Tony Banks · Phil Collins · Peter Gabriel · Steve Hackett · John Mayhew · Anthony Phillips · Mike Rutherford · John Silver · Chris Stewart · Ray Wilson
- Biblioteca Nacional de España: XX963143
- Bibliothèque nationale de France: cb13894863w (data)
- Gemeinsame Normdatei: 13439464X
- International Standard Name Identifier: 0000 0000 8160 7410
- Library of Congress Control Number: n92119750
- MusicBrainz: f4eb8346-052d-4a5c-8393-cba3aeadb4d9
- Nationale Bibliotheek van Tsjechië: ola2002149950
- Nationale Bibliotheek van Israël: 987007420401705171
- Nederlandse Thesaurus van Auteursnamen: 073668125
- Système universitaire de documentation: 086262092
- Virtual International Authority File: 84961124
- WorldCat: E39PBJqQBT8dWHVgPBM86TmTpP